# Listă cu exemple de arhitectură barocă
- Următoarele ansambluri arhitectonice, clădiri sau construcții reprezintă exemple considerate tipice ale stilului arhitectural baroc.  Vedeți, de asemenea, și Barocul în arhitectură.

| Clădire / Construcție / Ansamblu arhitectonic | Loc                     | Data realizării | Architect (Arhitecți)                                                            |
| --------------------------------------------- | ----------------------- | --------------- | -------------------------------------------------------------------------------- |
| San Carlo alle Quattro Fontane                | Roma, Italia            | 1665 - 1676     | Francesco Borromini                                                              |
| San Lorenzo                                   | Torino, Italia          | 1666 - 1679     | Guarino Guarini                                                                  |
| Château de Versailles                         | Versailles, Franța      | 1661 - 1774     | Jules Hardouin Mansart, Louis Le Vau, André Le Nôtre (grădini) și alți co-autori |
| Catedrala Sfântului Paul                      | Londra, Anglia          | 1675 - 1710     | Christopher Wren                                                                 |
| Domul invalizilor                             | Paris, Franța           | 1679 - 1708     | Jules Hardouin Mansart                                                           |
| Abația Melk                                   | Melk, Austria           | 1702 - 1736     | Jakob Prandtauer                                                                 |
| Palatul Baroc din Oradea                      | Oradea, România         | 1762 - 1777     | Franz Anton Hillebrandt                                                          |
| Blenheim Palace                               | Woodstock, Anglia       | 1705 - 1722     | Sir John Vanbrugh                                                                |
| Palatul Zwinger                               | Dresda, Germania        | 1709 - 1732     | Matthäus Daniel Pöppelmann                                                       |
| Karlskirche                                   | Viena, Austria          | 1715 - 1737     | Johann Fischer von Erlach                                                        |
| Castelul Weissenstein                         | Pommersfelden, Germania | 1711 - 1719     | Johann Dientzenhofer și Johann Lucas von Hildebrandt                             |
| Peterhof                                      | Sankt Petersburg, Rusia | 1721 - 1755     | Bartolomeo Rastrelli                                                             |
| Frauenkirche                                  | Dresda, Germania        | 1726 - 1738     | George Bähr                                                                      |
| Fântâna Trevi                                 | Roma, Italia            | 1732 - 1762     | Nicola Salvi                                                                     |
| The High Street screen of Queen's College     | Oxford, Anglia          | 1733 - 1736     | Nicholas Hawksmoor                                                               |
| Poarta Roșie                                  | Moscova, Rusia          | 1753 - 1757     | Dmitri Uhtomski                                                                  |